# Uto
|  | No s'ha de confondre amb Ouadjet. |

Uto (宇土市, Uto-shi) és una ciutat de la prefectura de Kumamoto, al Japó.
El 2015 tenia una població estimada de 38.071 habitants. Té una àrea total de 74,17 km².

## Geografia
Uto fou fundada l'1 d'octubre de 1958.